# Idiops pullus
Idiops pullus là một loài nhện trong họ Idiopidae.
Loài này thuộc chi Idiops. Idiops pullus được Shirley Cotter Tucker miêu tả năm 1917.